# Pozasądowe tryby rozstrzygania sporów
Pozasądowe tryby rozstrzygania sporów – inne niż adiudykacja sposoby rozwiązania narosłego między stronami sporu na tle faktycznym lub prawnym.
Do pozasądowych trybów rozstrzygania sporów należą:
- negocjacje – to inaczej rokowania między poróżnionymi stronami mającymi na celu zakończenie istniejącego między nimi sporu w sposób, na jaki się one obopólnie zgadzają, przy czym mogą się one zakończyć zawarciem ugody, jaka przewiduje jakieś ustępstwa w dotychczasowych stanowiskach każdej z nich,
- mediacja – polega na próbie rozwiązania sporu przy udziale osoby trzeciej, której obecność powinna ułatwiać stronom dojście do porozumienia; osoba ta sama nie wysuwa jednak raczej żadnych konkretnych propozycji odnośnie do tego, jak spór powinien zostać rozwiązany, a jej rola ogranicza się na ogół do stworzenia stronom optymalnych warunków do wypracowania przez nie same tego, w jaki sposób chcą zakończyć istniejący między nimi spór,
- koncyliacja – jest podobna do mediacji, z tym że w jej przypadku udział osoby trzeciej przejawia się również w tym, iż występuje ona z konkretnymi propozycjami rozwiązania istniejącego sporu; tym sposobem koncyliator nie tylko mediuje, ale i przygotowuje projekt ugody, jaka w jego ocenie będzie optymalna, w większym stopniu niż mediator może on też ingerować w sposób, w jaki strony porozumiewają się ze sobą i dostarczają informacje na temat sporu,
- arbitraż – oznacza oddanie sporu pod rozstrzygnięcie sądu prywatnego (zwanego też polubownym),
- med-arb – oznacza postępowanie dwuetapowe, w którym jako pierwsze odbywa się postępowanie mediacyjne, a jako drugie występuje postępowanie arbitrażowe. Do tego ostatniego nie dochodzi tu jednak, ilekroć strony zawrą ugodę w wyniku przeprowadzonej między nimi mediacji. Arbitrem może być tu zarówno dotychczasowy mediator (mediatorzy), jak i inna osoba (osoby),
- arb-med – oznacza postępowanie dwuetapowe, w którym jako pierwsze odbywa się postępowanie arbitrażowe, a jako drugie występuje postępowanie mediacyjne. Po wydaniu wyroku przez arbitrów, ma miejsce mediacja. Treść wyroku nie jest ujawniana stronom. Jeśli w wyniku mediacji strony zawrą ugodę, arb-med uważa się za zakończony. W przeciwnym razie dochodzi do ogłoszenia wyroku, jaki wcześniej w tajemnicy wydali arbitrzy[1].

Dawniej były to również na przykład
- tzw. sądy boże (ordalia) – jak np. próba rozpalonego żelaza (polegała na wzięciu go do ręki albo przejściu po nim) lub gorącej wody (polegała na włożeniu do niej ręki)
- pojedynki
- wendety (wróżdy) – jakie, wciągając w siebie nieraz całe rodziny, przejawiały się w sukcesywnym odwzajemnianiu pojedynczych złych czynów jak np. u mieszkańców X-XIII-wiecznej Islandii[2].

Same zaś te tryby nazywa się w skrócie ADR-ami, od angielskiego wyrażenia: alternative dispute resolution, które można by tłumaczyć jako alternatywne (ew. polubowne) rozwiązywanie sporu.